# Boroder Bach
Der Boroder Bach, auch Grenzegraben genannt, ist ein knapp ein Kilometer langer linker und südwestlicher Zufluss der Wied im rheinland-pfälzischen Westerwaldkreis.

## Verlauf
Der Boroder Bach entspringt auf einer Höhe von etwa 267 m ü. NN in Borod östlich der Ringstraße. Er fließt zunächst in ostnordöstlicher Richtung durch den Ort. In der Ortsmitte, etwas nördlich vom Beginn der Talstraße wird er auf seiner linken Seite von einem aus der Flur In der Faiwiese kommenden Zulauf gespeist, welcher länger als der Boroder Bach an dieser Stelle ist. Der Boroder Bach verlässt dann die Ortschaft und fließt nordwestwärts durch die Wiesenflur Im Altengarten. Er wechselt nun seine Laufrichtung nach Norden, durchfließt die Flur Im Boden und mündet schließlich knapp einen halben Kilometer nordöstlich von Borod auf einer Höhe von etwa 242 m ü. NN von links in die Wied.